# Ricatto d'amore
Ricatto d'amore (The Proposal) è un film del 2009 diretto da Anne Fletcher.
Commedia romantica statunitense con protagonisti Sandra Bullock e Ryan Reynolds.
Per la sua interpretazione, Sandra Bullock ha ricevuto la candidatura a migliore attrice in un film commedia o musicale ai Golden Globe 2010.

## Trama
Cinica caporedattrice esecutiva presso la Ruik&Hunt Publishing a New York, Margaret Tate ha instaurato nei propri uffici un regime di ferro, al punto da essere malsopportata e al tempo stesso temuta dai suoi dipendenti; tra questi spicca il suo assistente Andrew Paxton, costretto suo malgrado a continui salti mortali dal proprio superiore nella speranza di una promozione e di vedere un giorno pubblicato un suo manoscritto che Margaret si rifiuta ostinatamente di prendere in esame.
Un giorno, Margaret è informata dal presidente della Ruik&Hunt Jack Bergen della decisione del governo federale statunitense di non rinnovare il suo visto lavorativo, per lei necessario in quanto nubile e canadese. Di fronte alla prospettiva di un rimpatrio, che le costerebbe il posto di lavoro, Margaret dichiara falsamente di avere una relazione con il proprio assistente, affermando che la coppia ha deciso di convolare a nozze; pur titubante, Andrew regge il gioco di Margaret, conscio che senza la Tate anche il suo posto di lavoro sarebbe a rischio. Più tardi, a colloquio con l'agente federale Gilbertson, i due vengono informati delle possibili ritorsioni legali che entrambi subirebbero qualora emergesse che la loro unione sia, come nei fatti realmente è, un escamotage burocratico; informati che l'Ufficio Immigrazione svolgerà un'indagine che verifichi la loro situazione interpersonale, i due annunciano di voler trascorrere il weekend a Sitka, Alaska, città natale di Andrew, dove potranno annunciare il loro fidanzamento alla famiglia di questi, in raduno per il compleanno della nonna Annie. Prima di partire, Andrew estorce a Margaret un accordo: in cambio dell'unione, la donna dovrà promuoverlo a redattore e acconsentire alla pubblicazione del suo manoscritto.
In viaggio, la complicità tra Andrew e Margaret stenta a decollare, ed emergono tutti i pregiudizi che l'uno nutre verso l'altra. All'arrivo, la coppia è accolta da Grace, madre di Andrew, e Annie, per poi essere portata alla magione della famiglia Paxton, dove si sta tenendo un ricevimento in onore di Annie: qui, Andrew ritrova il padre Joe, con il quale ha un aspro confronto di giudizi sulla propria carriera lavorativa. Al fine di portare avanti la messinscena, Andrew e Margaret annunciano pubblicamente il fidanzamento, lasciandosi andare in un primo bacio, alquanto imbarazzato. Durante la festa, Andrew incontra anche Gertrude, sua vecchia fiamma.
Costretti a riposare nella stessa stanza, Margaret e Andrew faticano a rivolgersi la parola, e dormono separati. L'indomani, dopo aver perso il proprio palmare sottrattole da un'aquila, Margaret viene trascinata da Grace e Annie ad un grottesco spettacolo di spogliarello del factotum Ramone, al termine del quale la redattrice conosce Gertrude: da questa Margaret apprende quanto Andrew, contrariamente a Gertrude, abbia sempre desiderato fuggire da Sitka, e che le strade tra lui e la ragazza si erano separate proprio tre anni prima, ai tempi del trasferimento di Andrew a New York. Nel mentre, Joe si confronta nuovamente con il figlio, il quale, pur ricevendo le scuse del padre per il suo atteggiamento, non lo perdona; al rientro a casa delle tre donne l'atmosfera è ancora tesa, e Margaret origlia uno sfogo di Grace verso il marito, al quale lamenta l'angoscia che il figlio si allontani ancor di più dalla famiglia. Poco dopo, l'imbarazzo tra Andrew e Margaret raggiunge il picco massimo quando l'uno si scontra con l'altra, entrambi nudi. La sera stessa, tuttavia, la donna riesce a lasciarsi andare in qualche confidenza con l'assistente, rivelandogli, tra le altre cose, di aver perso i genitori durante l'adolescenza, e di aver vissuto una vita prevalentemente solitaria.
Al risveglio, la coppia riceve dalla famiglia di Andrew la proposta di anticipare le nozze all'indomani, così da poter celebrare la cerimonia nel granaio della magione, come da tradizione dei Paxton; avendo accettato, Margaret è ancora al centro delle attenzioni di Grace e Annie, che scelgono di farle indossare l'abito con cui Annie stessa si era sposata. Dimentica delle questioni lavorative di New York e travolta dall'inaspettato affetto dei Paxton, Margaret fugge con un motoscafo al largo di Sitka assieme ad Andrew, al quale spiega di sentirsi sopraffatta dalla situazione in sé. Nella foga, Margaret cade in acqua e, non sapendo nuotare, viene soccorsa da Andrew. Rientrati a casa, i due vengono condotti in disparte da Joe, che, entrato in contatto con l'agente Gilbertson, nel frattempo arrivato a Sitka, spera che il figlio confessi e rinunci alla messinscena: Andrew, tuttavia, non demorde, e il piano di nozze è confermato.
Travolta dai sensi di colpa, Margaret è però titubante a portare a termine il misfatto: durante la cerimonia nuziale, alla quale presenzia anche Gilbertson, l'editrice confessa le sue reali intenzioni, allontanandosi dall'altare. Dopo l'iniziale sbigottimento generale, Andrew cerca di raggiungere Margaret, scoprendo che questa ha già lasciato la magione assieme a Gilbertson per rientrare a New York in vista dell'espatrio; nella propria camera, l'uomo trova un ultimo messaggio di Margaret, in cui la donna rivela di aver letto il manoscritto di Andrew e di averne volontariamente ostacolato la pubblicazione nel timore di perdere l'assistente. Furibondo e allo stesso tempo colpito, sempre più consapevole dei sentimenti che nutre verso il proprio capo, Andrew accorre assieme alla propria famiglia all'aeroporto di Sitka; avendo mancato il volo di Margaret, i Paxton si imbarcano su un altro velivolo, a bordo del quale scoppia una nuova lite tra Joe e Andrew: nel tentativo di riappacificare una volta per tutte i due, Annie finge un attacco cardiaco, per poi far dirottare il volo all'inseguimento di Margaret e Gilbertson.
Ormai giunta a New York, Margaret sta ultimando i preparativi per lasciare il proprio ufficio quando viene interrotta proprio da Andrew, che rivela di aver maturato nuovi sentimenti nei confronti della donna. Pur reticente a lasciarsi andare, Margaret cede alle proprie emozioni e accetta la genuina proposta di matrimonio di Andrew, che riesce ora a baciare appassionatamente. Poco tempo dopo, la coppia si trova di nuovo all'Ufficio Immigrazione, pronta a sostenere gli esami di verifica dell'agente Gilbertson.

## Produzione
Anche se la maggior parte del film è ambientato a Sitka, in Alaska, le riprese in realtà hanno avuto luogo nel Massachusetts. Le scene girate nella casa editrice sono state girate a New York.

## Colonna sonora
La colonna sonora di Ricatto d'amore è stata composta da Aaron Zigman, che ha registrato con la Hollywood Studio Symphony al Sony Scoring Stage.
I titoli di coda sono accompagnati dal brano It Takes Two del gruppo rap statunitense Rob Base and DJ E-Z Rock, tra l'altro citato da Margaret (Sandra Bullock), nella scena in camera da letto quando elenca diversi aspetti della sua vita privata, fin a quel momento ancora ignoti al futuro "marito".

## Accoglienza

### Incassi
Nel primo giorno di proiezione, il film ha incassato 12 727 079$, raggiungendo il primo posto al botteghino statunitense, che ha mantenuto anche per il primo fine settimana incassando 33 627 598$. Il film ha incassato in totale 317 375 031$, che lo rende uno dei più grandi successi al botteghino nella carriera di Sandra Bullock.

### Critica
Il film ha ricevuto recensioni contrastanti da parte della critica. Rotten Tomatoes ha riportato che il 44% dei critici ha dato giudizi positivi sulla base di 169 recensioni con un voto medio di 5.3/10 e il 75% da parte della comunità RT. Lisa Schwarzbaum di Entertainment Weekly ha dato al film un B+ lodando l'energia chimica tra Sandra Bullock e Ryan Reynolds. Roger Ebert del Chicago Sun-Times ha dato al film 3 stelle su 4, nonostante lamenti che il film "ricicla una trama che era già vecchia ai tempi di Spencer Tracy e Katharine Hepburn". Peter Travers di Rolling Stone ha dato al film 1 stella di 4, notando positivamente "l'unica stella che ho dato a Ricatto d'amore è tutta per Betty White".

## Distribuzione
Il film è uscito nelle sale statunitensi il 12 giugno 2009, mentre in Italia è uscito nelle sale cinematografiche il 3 settembre 2009.

### Edizioni home video
Ricatto d'amore è uscito in DVD e Blu-ray il 13 ottobre 2009 negli Stati Uniti. Dopo due settimane, aveva venduto 3 314 840 copie di DVD, guadagnando 54 744 965 000 dollari in vendite. In Italia il DVD è stato pubblicato con Panorama il 7 gennaio 2010.

## Riconoscimenti
- 2010 - Golden Globe
  - Candidatura Miglior attrice in un film commedia o musicale a Sandra Bullock
- 2010 - MTV Movie Awards
  - Candidatura Miglior performance comica a Sandra Bullock
  - Candidatura Miglior performance comica a Ryan Reynolds
  - Candidatura Miglior bacio a Sandra Bullock e Ryan Reynolds
  - Candidatura Miglior momento (Ma che ca...!) a Betty White
- 2009 - Satellite Award
  - Candidatura Miglior attrice in un film commedia o musicale a Sandra Bullock
- 2010 - People's Choice Awards
  - Miglior film commedia
  - Candidatura Miglior film
  - Candidatura Miglior coppia a Sandra Bullock e Ryan Reynolds
- 2010 - Teen Choice Awards
  - Miglior attrice in una commedia romantica a Sandra Bullock
  - Miglior sequenza di ballo a Sandra Bullock e Betty White
  - Candidatura Miglior commedia romantica
  - Candidatura Miglior attore in una commedia romantica a Ryan Reynolds
  - Candidatura Miglior alchimia a Sandra Bullock e Ryan Reynolds
  - Candidatura Miglior bacio a Sandra Bullock e Ryan Reynolds
  - Candidatura Migliori scene stealer femminili a Betty White

- 2009 - Teen Choice Awards
  - Miglior film romantico estivo
  - Candidatura Miglior attore in un film estivo a Ryan Reynolds
  - Candidatura Miglior attrice in un film estivo a Sandra Bullock
- 2009 - ALMA Award
  - Candidatura Miglior attore protagonista a Oscar Nuñez
- 2009 - Critics' Choice Movie Award
  - Candidatura Miglior film commedia
- 2010 - Artios Award
  - Candidatura Miglior casting per un film commedia a Amanda Mackey Johnson, Cathy Sandrich e Angela Peri
- 2010 - BMI Film & TV Award
  - Miglior colonna sonora a Aaron Zigman
- 2010 - Kids' Choice Awards
  - Candidatura Miglior attrice protagonista a Sandra Bullock
- 2010 - Rembrandt Awards
  - Miglior attrice internazionale a Sandra Bullock
- 2009 - Women's Image Network Awards
  - Miglior attrice protagonista a Sandra Bullock